# هبوکن (جورجیا)
هبوکن، جورجیا (به انگلیسی: Hoboken, Georgia) یک شهر در ایالات متحده آمریکا با جمعیت ۵۲۸ نفر است که در جورجیا واقع شده‌است.

## موقعیت جغرافیایی
موقعیت جغرافیایی شهرها و مناطق اطراف به شرح زیر است: